# 舞马衔杯仿皮囊式银壶
舞马衔杯仿皮囊式银壶，唐代文物。1970年10月出土于陕西省西安市南郊的何家村唐代窖藏。现藏陕西历史博物馆。

## 概况
银壶模仿游牧民族储水用的皮囊造型，通高18.5厘米，口径2.2厘米、圈足径8.8×7.1厘米。壶腹扁圆，壶盖饰莲瓣纹，上有弓形提梁，以细鍊连结壶盖，上口敛，下呈扁弧形，壶腹下部与圈足相接处有模仿皮囊的皮条结的“同心结”图案一周，圈足内墨书“十三两半”指示壶的重量，周身不见焊缝。
最为精彩之处，是壶腹双侧面有模具冲压而成的舞马图，这匹健硕的舞马长鬃披颈，口衔酒杯，前肢蹦直，后肢弯曲，马尾上扬，绶带飘动，动感十足。